# Örebro-Bergslagskuriren
Örebro-Bergslagskuriren var en dagstidning utgiven från den 2 juni 1986 till 30 oktober 1987. Föregångare var Örebrokuriren och efter tidningen fortsatte Örebrokuriren. Tidningen Bergslagskuriren var en edition till Örebrokuriren.

## Redaktion
Redaktionsort var Örebro och tidningen var socialdemokratiskt politiskt. Förlaget hette AB Örebro-kuriren i Örebro och modertidningen var alltså ägare till editionen. Ansvarig utgivare för tidningen var Rolf Jansson från 2 juni 1986 till 4 november 1986 och sedan Sten Renglin från 5 november 1986 till tidningens upphörande 30 november 1987. Tidningen kom ut sex dagar i veckan. Chefredaktör till 15 maj 1987 var Rolf Jansson, sen Sten Renglin under fem dagar innan Christer Isaksson tog över från 22 maj till 5 oktober 1987, Göran Färm var tidningens sista redaktör under oktober 1987.

## Tryckning
Tryckeri var Tryckcentralen i Örebro hela tiden. Tidningen trycktes i fyrfärg med antikva och på satsyta 38x 25-26 cm. Upplagan för Bergslagskrönikan var 3500 exemplar 1986 och sedan 14 100 1987 tillsammans med Örebrokuriren. Pris för tidningen var 660 kronor 1986 och 710 kronor 1987. Tidningen hade 40 -52 sidor.